# Microcharon acherontis
Microcharon acherontis är en kräftdjursart som beskrevs av Claude Chappuis1943. Microcharon acherontis ingår i släktet Microcharon och familjen Microparasellidae. Inga underarter finns listade i Catalogue of Life.